# Licnobelba latiflabellata
Licnobelba latiflabellata är en kvalsterart som först beskrevs av Paoli 1908.  Licnobelba latiflabellata ingår i släktet Licnobelba och familjen Licnobelbidae. Inga underarter finns listade i Catalogue of Life.